# Antônio Bandeira
Antônio Bandeira (Fortaleza, 26 de maio de 1922 — Paris, 6 de outubro de 1967) foi um pintor e desenhista brasileiro. É um dos mais valorizados pintores brasileiros e tem obras nas maiores coleções particulares em museus do Brasil e do mundo.

## Biografia
Junto com Aldemir Martins, Inimá de Paula e outros, fez parte do Movimento Modernista de Fortaleza, nos anos 1940.
Em 1946, com bolsa do Governo francês, viaja a Paris, onde tem  oportunidade de estudar na École Superieure des Beaux Arts e na Académie de la Grande Chaumière.
Renomado mestre da pintura abstrata brasileira - e também mestre das aquarelas -, viveu grande parte de sua vida na França. Conviveu com os pintores da tradicional École de Paris, integrando-se a eles plenamente até seu retorno ao Brasil em 1960.
Faleceu em Paris, em consequência de um choque pós-operatório numa prosaica operação de extração de amígdalas.
Antônio Bandeira nasceu em Fortaleza, no Ceará, em 26 de maio de 1922. Autodidata, em 1941, aos 19 anos de idade, participou da criação de um Centro Cultural em Fortaleza, juntamente com Clidenor Capibaribe, o Barrica (1913) e Mário Baratta (1915-1983). Um e outro, mais velhos e experientes que ele, muito orientaram Bandeira em sua iniciação no movimento artístico daquele Estado. Em 1944 funda a Sociedade Cearense de Belas Artes, com Inimá de Paula, Aldemir Martins, João Maria Siqueira e Francisco Barbosa Leite.
Em 1945, Antônio Bandeira participou da exposição do Instituto dos Arquitetos Rio de Janeiro, na qual foi contemplado com uma bolsa de estudos na França. Entre 1946 e 1950, em Paris, frequenta a Escola Superior de Belas Artes e a Académie de La Grande Chaumière. Independente, pouco afeito à disciplina, com ideias próprias que tencionava desenvolver, em breve Bandeira romperia com o ensino tradicional, juntando-se a Wols e Bryen e dando origem ao grupo Banbryols, iniciais dos nomes dos três pintores. O grupo duraria de 1949 a 1951, quando Wols morre.
De volta ao Brasil, em 1951, instala-se no ateliê do amigo escultor José Pedrosa, onde também trabalhava Milton Dacosta. Volta a Paris em 1965, onde permanece até sua morte.
O crítico Frederico Morais escreveu a seu respeito: " (...) Acho definitiva, para a compreensão de sua obra, esta afirmação:´Nunca pinto quadros.Tento fazer pintura´. Quer dizer, o quadro não parece significar para ele uma realidade autônoma, uma estrutura que possui suas próprias leis, algo que se constrói com elementos específicos. A pintura é um estado de alma que ele extroverte aqui e ali, sem outro objetivo que o de comunicar um sentimento, uma emoção, uma lembrança. Enfim, é ´uma transposição de seres, coisas, momentos, gostos, olfatos que vou vivendo no presente, passado, no futuro´.

## Cronologia
1922 - Nasce em Fortaleza, no Ceará, em 26 de maio.
1942 - Salão de Abril - medalha de ouro, Fortaleza.
1943 - São Paulo SP - Salão Paulista de Belas Artes - medalha de bronze.
1945 - Coletiva com Aldemir Martins e Inimá de Paula, na Galeria Askanasy, Rio de Janeiro.
- Individual, na Seção Carioca do IAB/RJ - recebe bolsa de estudo do governo francês, Rio de Janeiro.
1947 - Salão de Outono Paris, França.
1948 - Paris (França) - Salão de Arte Livre
1949 - Paris (França) - Grupo Banbryols, na Galerie des Deux-Iles
1950 - Individual, na Galerie du Siècle, Paris, França.
1951 - Individual, no MAM/SP.
- Individual, na ABI, Rio de Janeiro.
- Divisão Moderna do Salão Nacional de Belas Artes - medalha de bronze, São Paulo.
1951 - São Paulo SP - 1ª Bienal Internacional de São Paulo, no MAM/SP
1952 - Rio de Janeiro RJ - Exposição de Artistas Brasileiros, no MAM/RJ
1952 - Rio de Janeiro RJ - I Salão Nacional de Arte Moderna
1953 - Individual, no MAM/SP.
1953 - São Paulo SP - 2ª Bienal Internacional de São Paulo, no MAM/SP - Prêmio Fiat
1953 - França - Salão de Maio
1953 - Rio de Janeiro RJ - 1º Salão de Arte Moderna - isenção de júri
1953,1955/1958 - Paris (França) - Salão das Realidades Novas
1953 - Petrópolis RJ - Exposição Nacional de Arte Abstrata
1954 - Individual, na ABI, Rio de Janeiro.
- Individual, no MAM/SP.
1954 - Veneza (Itália) - 27ª Bienal de Veneza
1954 - Rio de Janeiro RJ - Salão Preto e Branco (3º Salão Nacional de Arte Moderna)
1954 - São Paulo SP - 3º Salão Paulista de Arte Moderna, na Galeria Prestes Maia
1955 - São Paulo SP - 3ª Bienal Internacional de São Paulo, no MAM/SP
1955 - França - A Arte na França e no Mundo, no Museu de Arte Moderna de Paris
1955 - São Paulo SP - Individual, no MAM/SP.
- Individual, na Galeria Obelisk – Londres, Inglaterra.
1956 - Individual, na Galeria Edouard Loeb, Paris, França.
1957 - Individual, na Galeria Seventy Five, Nova York, Estados Unidos.
- 50 anos de Pintura Abstrata, na Galeria Greuze, Paris (França).
1959 - 5ª Bienal Internacional de São Paulo, no MAM/SP
- Arte Moderna Brasileira na Europa, Munique (Alemanha).
1960 - Individual de inauguração do MAM/BA.
- Coleção Leirner, na Galeria de Arte das Folhas, São Paulo.
- 30ª Bienal de Veneza
1961 - Individual de inauguração do Museu de Arte da UFCE .
- Individual, nas Galerias São Luís e Gead, São Paulo e Rio de Janeiro.
- O Rosto e a Obra, na Galeria Ibeu Copacabana, Rio de Janeiro.
- 6ª Bienal Internacional de São Paulo, no MAM/SP
- Internationale Malerei, Aschaizenburg (Alemanha).
1962 - Individual, na Galeria Bonino, Rio de Janeiro.
- Individual, na Galeria Querino, Salvador.
- Individual, no Museu de Arte da UFCE, Fortaleza.
1963 - Exposição Civilização do Nordeste, inaugurando o Museu de Arte Popular da Bahia.
1964 - Individual, na Galeria Atrium, São Paulo.
- 32ª Bienal de Veneza
- Exposição ONU na Arte, na Galeria Ibeu, Rio de Janeiro.
- O Nu na Arte Contemporânea, na Galeria Ibeu Copacabana1964 - Rio de Janeiro.
1965 - Itinerante Arte Brasileira Atual, Europa.
- Artistas do Brasil, Nova Orleans (Estados Unidos).
- L´Oeil de Boeuf, Madri (Espanha)
- Artistas Latino-Americanos, no Museu de Arte Moderna da Cidade de Paris.
1966 - Exposição Artistas Brasileiros de Paris, na Galeria Debret, Paris (França).
- Exposição de Arte Brasileira, no Palais de Beaux-Arts, Bruxelas (Bélgica).
- Auto-Retratos, na Galeria Ibeu Copacabana, Rio de Janeiro.
1967 – Morre em Paris, França, em 6 de outubro.
1968 - Sala Antônio Bandeira no Museu de Arte da UFCE, Fortaleza.
- Homenagem no Salão de Comparações de Paris
1969 - Bandeira a Paris, na Galeria Debret.
- Retrospectiva, no MAM/RJ
1970 - Pinacoteca do Estado de São Paulo.
1972 - A Semana de 22: antecedentes e consequências, no MASP.
1976 - O Desenho Jovem dos anos 40, na Pesp.
1978 - As Bienais e a Abstração: a década de 50, no Museu Lasar Segall, São Paulo.
1982 - Universo do Futebol, no MAM/RJ.
- A Arte Brasileira da Coleção Odorico Tavares, no Museu Carlos Costa Pinto, Salvador.
1984 - Coleção Gilberto Chateaubriand: retrato e auto-retrato da arte brasileira, no MAM/SP.
- 1ª Exposição Nacional de Arte Abstrata-Hotel Quitandinha, na Galeria de Arte Banerj, Rio de Janeiro.
- Tradição e Ruptura: síntese de arte e cultura brasileira, no MAM/SP.
- Individual, na Galeria Bonino, Rio de Janeiro.
1985 - Seis Décadas de Arte Moderna: Coleção Roberto Marinho, no Paço Imperial, Rio de Janeiro.
- Mostra, na Galeria Broomhead, Paris (França).
- 18ª Bienal Internacional de São Paulo, na Fundação Bienal.
- 8º Salão Nacional de Artes Plásticas, no MAM/RJ.
1987 - Ao Colecionador: homenagem a Gilberto Chateaubriand , no MAM/RJ.
- Modernidade: arte brasileira do século XX, no Musée dArt Moderne de la Ville de Paris.
1988 - Modernidade: arte brasileira do século XX, no MAM/SP.
1989 - Seis Décadas de Arte Moderna Brasileira: Coleção Roberto Marinho, na Fundação Calouste Gulbenkian - Centro de Arte Moderna, Lisboa (Portugal).
- 20ª Bienal Internacional de São Paulo - Sala Especial Pintura Abstrata - Efeito Bienal, 1954-1963, na Fundação Bienal
- Arte Brasileira dos Séculos XIX e XX nas Coleções Cearenses: pinturas e desenhos, no Espaço Cultural da Unifor, Fortaleza.
1990 - Individual, na Bolsa de Arte do Rio de Janeiro
1991 - Scap: 50, no Salão Juazeiro do Imperial Othon Palace Hotel, Fortaleza.
1992 - O Olhar de Sérgio sobre a Arte Brasileira: desenhos e pinturas, na Biblioteca Municipal Mário de Andrade, São Paulo.
- Brasilien: entdeckung und selbstentdeckung, no Kunsthaus, Zurique (Suíça).
1993 - Obras para Ilustração do Suplemento Literário: 1956 - 1967, no MAM/SP.
- O Desenho Moderno no Brasil: Coleção Gilberto Chateaubriand MAM/RJ, na Galeria de Arte do Sesi- São Paulo.
- Arte Moderna Brasileira: uma seleção da Coleção Roberto Marinho, no MASP.
- Bienal Brasil Século XX, na Fundação Bienal, São Paulo.
1996 - Arte Brasileira: 50 anos de história no acervo MAC/USP: 1920-1970, no MAC/USP, São Paulo.
1997 - Exposição do Acervo da Caixa, no Conjunto Cultural da Caixa, Porto Alegre.
- Exposição do Acervo da Caixa, no Conjunto Cultural da Caixa, São Paulo.
1998 - Exposição do Acervo da Caixa, no Conjunto Cultural da Caixa, Curitiba.
- Exposição do Acervo da Caixa, no Conjunto Cultural da Caixa, Rio de Janeiro.
- Antonio Bandeira, no Centro Dragão do Mar de Arte e Cultura, Fortaleza.
- Coleção MAM Bahia: pinturas, no MAM/SP.
- São Paulo SP - O Moderno e o Contemporâneo na Arte Brasileira: Coleção Gilberto Chateaubriand, no MASP.
2000 - Brasil + 500 Mostra do Redescobrimento: Arte Moderna, na Fundação Bienal, São Paulo.
- Exposição Brasil Europa: encontros no século XX, no Conjunto Cultural da Caixa, Brasília.
- Século 20: arte do Brasil, na Fundação Caloute Gulbenkian, Centro de Arte Moderna José de Azeredo Perdigão, Lisboa (Portugal).
- Quando o Brasil era Moderno: artes plásticas no Rio de Janeiro de 1905 a 1960, no Paço Imperial, Rio de Janeiro.

## Homenagens
- Uma rua em Fortaleza foi nomeada em homenagem ao artista,[14]